# Lliga nord-coreana de futbol
La Lliga nord-coreana de futbol és la màxima competició futbolística de Corea del Nord.

## Història
Inicialment, tots els esports a Corea del Nord es disputaven de forma amateur, amb competicions denominades Concurs d'Innovació Tècnica (Hangul: 기술혁신경기; Hanja: 技術革新競技) disputat diversos cops l'any entre els anys 1960s fins 2009. Es disputava els mesos de febrer, maig i juny. L'any 1977 va haver una reforma esportiva al país, creant equips professionals. El 2010, el campionat de lliga fou reanomenat Lliga de Futbol de Classe Superior o Lliga de Futbol de Màxima Classe (Hangul: 최상급축구련맹전; Hanja: 最上級蹴球聯盟戰), però que encara es disputava conjuntament amb els campionats dels altres esports. Aquesta competició fou disputada per darrer cop l'octubre de 2017, essent substituïda per la Lliga Premier de futbol de la RPD de Corea (Hangul: 조선민주주의인민공화국 1부류축구련맹전; Hanja: 朝鮮民主主義人民共和國 一部流蹴球聯盟戰) disputada a doble volta de forma similar a com succeeix en la majoria de països.
L'any 1972 fou creada una nova competició que va rebre el nom de Campionat Nacional (공화국선수권대회). El cas del futbol rebia el nom de Campionat Nacional de futbol o Campionat de la República, que en certa manera podia ser considerat com un campionat de copa. Altres competicions futbolístiques destacades han estat:
- Premi Mangyongdae, des de 2002, de març a abril, en honor del naixement de Kim Il-sung.[5]
- Premi Paektusan, des de 2010, al febrer, en honor del naixement de Kim Jong Il.[6]
- Premi Torxa de Pochonbo, des de 2010, de maig a juny, marcant l'aniversari de la batalla de Pochonbo.[7]
- Premi Osandok, al desembre en honor a Kim Jong-suk, creat inicialment com una competició d'hoquei sobre gel, que el 2015 incorporà el futbol.[8]
- Copa Hwaebul des de 2013.[9]

## Principals estadis
| Ciutat     | Estadi                           | Capacitat |
| ---------- | -------------------------------- | --------- |
| P'yŏngyang | Estadi Kim Il Sung               | 50.000    |
| Sariwŏn    | Estadi de la Joventut de Sariwon | 35.000    |
| P'yŏngyang | Estadi Yanggakdo                 | 30.000    |
| Kimch'aek  | Estadi Municipal Kimchaek        | 30.000    |
| Rasŏn      | Estadi Rajin                     | 20.000    |
| Sinŭiju    | Estadi Sinuiju                   | 17.500    |
| P'yŏngyang | Estadi Ciutat de Pyongyang       | 10.000    |

## Historial
Font:
- 1960-1984: Desconegut
- 1985:  4.25 SC (1)
- 1986:  4.25 SC (2)
- 1987:  4.25 SC (3)
- 1988:  4.25 SC (4)
- 1989:  Chandongcha SC (1)
- 1990:  4.25 SC (5)
- 1991:  Pyongyang City SC (1)
- 1992:  4.25 SC (6)
- 1993:  4.25 SC (7)
- 1994:  4.25 SC (8)
- 1995:  4.25 SC (9)
- 1996:  Kigwancha SC (1)
- 1997:  Kigwancha SC (2)
- 1998:  Kigwancha SC (3)
- 1999:  Kigwancha SC (4)
- 2000:  Kigwancha SC (5)
- 2001:  Amrokgang SC (1)
- 2002:  4.25 SC (10)
- 2003:  4.25 SC (11)
- 2004:  Pyongyang City SC (2)
- 2005:  Pyongyang City SC (3)
- 2006:  Amrokgang SC (2)
- 2007:  Pyongyang City SC (4)
- 2008:  Amrokgang SC (3)
- 2009:  Pyongyang City SC (5)
- 2010:  4.25 SC (12)
- 2011:  4.25 SC (13)
- 2012:  4.25 SC (14)
- 2013:  4.25 SC (15)
- 2014: Hwaebul SC (1)
- 2015:  4.25 SC (16)
- 2016:  Kigwancha SC (6)
- 2017:  4.25 SC (17)[10][11]
- 2017-18:  4.25 SC (18)[12]
- 2018-19:  4.25 SC (19)[12][13]
- 2019-20: Abandonat
- 2020-21: Desconegut
- 2021-22:  4.25 SC (20)[14]